# Giacomo Manzoni
Pour les articles homonymes, voir Manzoni.
Giacomo Manzoni (Milan, 26 septembre 1932) est un compositeur, critique musical, traducteur et pédagogue italien. Ses œuvres ont été interprétées par des musiciens comme Claudio Abbado, Bruno Maderna, Maurizio Pollini, Ernest Bour, Giuseppe Sinopoli, Vladimir Fedosseïev et Riccardo Muti. Entre 1958 et 1966, il a été critique musical du quotidien l'Unità. À partir de 1959, il a introduit en Italie la pensée de Theodor W. Adorno et d'Arnold Schoenberg grâce à de nombreuses traductions. De plus, Manzoni a rédigé la première biographie en langue italienne consacrée à Schoenberg, ainsi qu'un Guide à la musique symphonique, réimprimé à plusieurs reprises. Dès 1962, il a enseigné la composition au Conservatoire de Milan, au Conservatoire de Bologne et à la Scuola musicale de Fiesole et a tenu des cours et des séminaires à l'étranger. Depuis 1994, il est membre de l'Académie nationale Sainte-Cécile. 

## Biographie
Giacomo Manzoni naît le 26 septembre à Milan, mais commence l'étude de la composition à Messine en 1948, sous la direction de Gino Contilli. Il poursuit ses études musicales au Conservatoire de Milan, où il étudie la composition avec Ettore Desderi et Orazio Fiume, le piano avec Allessandro Mozzati et la littérature italienne avec Salvatore Quasimodo. En 1953, il est exclu du Conservatoire pendant deux semaines pour avoir recueilli des signatures pour une pétition en faveur de Julius et Ethel Rosenberg. L'année suivante, il fréquente pendant six mois l'Université de Tübingen grâce à une bourse. En 1955, il obtient un diplôme en Langues et Littératures Étrangères à l’Université Bocconi de Milan, où il soutient une thèse sur le rôle de la musique dans l’œuvre de Thomas Mann, auteur qu'il rencontre la même année. 
À partir des années 1950, il se lie d'amitié avec différentes personnalités, dont Luigi Pestalozza, Luigi Nono, Bruno Maderna, Franco Donatoni, Niccolò Castiglioni et Aldo Clementi. En 1956, il devient rédacteur de la revue de musique contemporaine Il Diapason et joue en tant que pianiste dans l’L’Opéra de quat’sous de Bertolt Brecht, mis en scène par Giorgio Strehler et sous la direction de Bruno Maderna. L'année suivante, Seconda piccola suite, pour violon et piano, est créée aux cours d’été de Darmstadt. Entre 1958 et 1966, il travaille comme critique musical pour le quotidien de gauche l’Unità. En même temps, entre 1959 et 1963, il est rédacteur du dictionnaire et de l'encyclopédie Ricordi. En 1959, il traduit Philosophie de la nouvelle musique de Theodor W. Adorno et 1963 le Traité d'harmonie d'Arnold Schoenberg. Dès 1962, Manzoni a été professeur de composition dans plusieurs conservatoires italiens, dont celui de Milan et de Bologne, et a tenu des masterclass en Italie et à l'étranger. À partir des années 1980, il devient membre du comité éditorial de la revue Musica/Realtà et en 1982 il est invité à la Deutscher Akademischer Austauschdienst de Berlin.
Dans les années 1990, Manzoni devient membre de l'Académie nationale Sainte-Cécile et publie deux anthologies de ses écrits, intitulées Scritti et Tradizione e utopia, qui ont été en partie traduites en français. En 2007, il publie Parole per musica, où il réunit les textes qu'il a mis en musique. En 2013, il a donné ses archives personnelles à la Fondation Giorgio Cini de Venise.

## Distinctions
- Leone d’oro à la carrière de la Biennale Musica de Venise (2007)
- Diplôme honorifique en Conservation des biens culturels de l'Université d'Udine (2000)
- Prix Omaggio a Massimo Mila pour son activité pédagogique (1991)
- Medaglia d'oro ai benemeriti della scuola, della cultura e dell'arte (1990)
- Premio Abbiati pour Doktor Faustus (1988-1989)
- Premio Abbiati pour Dedica, meilleure composition italienne de l’année (1985-1986).
- Prix Unesco pour Parole da Beckett (1973).

## Écrits
- Parole per musica, Palerme, L'Epos, 2007
- Écrits, textes réunis, traduits et annotés par Laurent Feneyrou, Paris, Basalte, 2006
- Tradizione e utopia, Milan, Feltrinelli, 1994
- Scritti, Florence, La Nuova Italia, 1991
- Arnold Schönberg. L'uomo, l'opera, i testi musicati, Milan, Feltrinelli, 1975
- Guida all’ascolto della musica sinfonica, Milan, Feltrinelli, 1967

## Œuvres

### Théâtre musical
- La legge (1955), action scénique en un temps, livret de Giacomo Manzoni
- La sentenza (1960), un acte en deux tableaux, livret d’Emilio Jona
- Atomtod (1964), en deux temps, livret d’Emilio Jona
- Per Massimiliano Robespierre (1974), scènes musicales en deux temps, textes de Robespierre et d’autres auteurs, ordonnés par Giacomo Manzoni et Virginio Puecher, avec la collaboration de Luigi Pestalozza
- Doktor Faustus, scene dal romanzo di Thomas Mann (1988), trois actes (11 tableaux, un interlude et un épilogue), texte de Thomas Mann ordonné par Giacomo Manzoni

### Musique instrumentale

#### Solo
- Klavieralbum (1956), pour piano
- Percorso F (1976), pour contrebasse
- Echi (1981), pour guitare
- Incipit (1983), pour piano
- Percorso H (1987), pour flûte
- Motto: AMM (1999), pour flûte en sol ou flûte basse
- None (2002), pour piano
- Entrata (2002), pour trombone
- Percorso i (2005), pour saxophone alto (ou ténor)
- 708 (2009), pour flûte
- Bagatelle (2012), piano
- Dedica 2015 (2015), guitare

#### Ensembles jusqu’à dix instrumentistes
- Piccola suite (1952-1955), pour violon et piano
- Seconda piccola suite (1956), pour violon et piano
- Improvvisazione (1958), pour alto et piano
- Frase (1988), pour clarinette et piano
- Duplum (1991), pour basson et trombone
- Frase 2 (1993), pour flûte et violon
- Furioso (1995), pour violon et piano
- Frase 3 (2003), pour flûte en sol et harpe
- Fantasia in duo sull’op. 46 di Schumann (2005), pour deux pianos
- Essai (1991), pour flûte, clarinette basse et piano
- MTRC 1998 (1998), pour clarinette en si bémol, violoncelle et piano
- Entrata a tre (2012), pour clarinette, alto et percussions
- Entrata a tre n. 2 (2013), pour trombone, violoncelle et contrebasse
- Quadruplum (1968), pour deux trompettes et deux trombones
- Quartetto per archi (1971), pour quatuor à cordes
- Sigla (1976), pour deux trompettes et deux trombones
- To Planets and to Flowers (1989), pour quatuor de saxophones
- Musica per Pontormo (2° quartetto) (1995), pour quatuor à cordes
- Voci (IV Quartetto) (2005), pour quatuor à cordes
- Saluto (2005), pour quatuor de saxophones
- Ex novo (2011-2013), pour flûte ou piccolo, clarinette, violon et violoncelle
- Epodo (1976), pour quintette à vent
- Incontro (1983), pour violon et quatuor à cordes
- Transitori d’estinzione (1998), pour cinq instruments (flûte en sol, clarinette basse, percussions, alto, violoncelle)
- Il sorriso svanito (1999), pour cinq instruments (flûte, clarinette basse, percussions, violon, alto)
- Stomp (1999), pour quintette à vent
- Cygnusquintet (2013), pour flûte, hautbois, mandoline, violon et violoncelle
- D’improvviso (1981), pour six ou douze percussionnistes
- Videomusic (1999), pour six exécutants : clarinette basse, percussions (deux exécutants), harpe, alto, violoncelle
- Quarto rivolto (2011), pour sextuor à cordes
- Largo (Inverno RV 247) (2001), pour flûte/piccolo, clavecin et quatuor à cordes
- Francesco (2004), pour flûte ou piccolo, clarinette basse, basson, percussions, alto et violoncelle
- Musica notturna (1966), pour cinq instruments à vent, piano et percussion
- Frase 2b (1993), pour trois violons, cymbale suspendue et trois crotales
- Opus 75 (1993), pour sept instruments à percussion
- Percorso a otto (1975), pour double quatuor de bois
- « Die Strahlen der Sonne… » (1985), pour neuf instruments (flûte, piano, harpe, glockenspiel, percussions, deux violons, un alto, un violoncelle)
- Parafrasi con finale (1969), pour dix instruments
- Hölderlin: epilogo (1980), pour cor anglais, cor, trompette, trombone, percussions, deux violons, alto, violoncelle et contrebasse
- Opus 50 (Daunium) (1984), pour dix instruments à percussion

#### Ensembles de plus de dix instrumentistes
- Spiel (1969), pour onze instruments à cordes
- Percorso C2 (1976), pour basson et onze instruments à cordes
- Nuovo incontro (1984), pour violon et instruments à cordes (nombre minimum : six premiers violons, six seconds violons, quatre altos, trois violoncelles, une contrebasse ; nombre maximum : douze premiers violons, dix seconds violons, huit altos, six violoncelles, trois contrebasses)
- Studio da concerto (2005), pour violon, vingt-quatre instruments à vent et percussions
- Percorso C3 (2012), pour un ou plusieurs instruments ad libitum et douze cordes

#### Orchestre
- Fantasia, recitativo e finale (1954-1955)
- Studio per 24 (1962), pour orchestre de chambre
- Studio n. 2 (1962-1963)
- “Insiemi” (1967)
- Multipli (1973), pour orchestre de chambre
- Variabili (1973)
- Lessico (1978), pour double orchestre de vingt-quatre ou cinquante-deux instruments à cordes
- Modulor (1979), pour quatre orchestres
- Ode (1982)
- Adagio e solenne (Omaggio alla repubblica di San Marino) (1990)
- Malinamusik (1990)
- Il clamoroso non cominciar neppure (2000)
- Sembianti (2003)
- Mercurio transita davanti al sole (2006)
- Studio 2012 (2012), pour orchestre de chambre

#### Piano et orchestre
- Masse: Omaggio a Edgar Varèse (1977).
- Più mosso (2014), pour deux piano et orchestre à cordes.

### Musique vocale

#### Voixa cappella
- Estremità (1983), pour voix seule
- Vergers (2006), pour douze voix
- Nel tuo silenzio (2009), pour voix seule

#### Voix seule et instrument
- Spass (1965), pour soprano et piano
- An die Musik (1989), pour soprano et flûte
- 4 versi di Marina Cvetaeva (1990), pour soprano et violon
- Hermano aterrado (1992), pour soprano et cymbale suspendue
- Du Dunkelheit (1998), pour voix de femme et piano
- Per questo (2012), pour voix de femme et trompette

#### Voix et plusieurs instruments
- Preludio – « Grave » di W. Cuney – Finale (1956), pour voix de femme, clarinette, violon, alto et violoncelle
- Tre liriche di Éluard (1958), pour soprano, flûte trompette, violon et violoncelle
- 4 poesie spagnole (1962), pour baryton, clarinette alto et guitare
- Dieci versi di Emily Dickinson (1988), pour soprano léger, quatuor à cordes, deux harpes (une ad libitum) et dix instruments à cordes
- 4 epigrammi (1993), pour baryton, clarinette basse et ensemble instrumental (flûte/piccolo, hautbois, percussions, harpe, deux violons, alto)
- Ed io non prendo posa (1994), pour basse et huit instruments (clarinette basse, deux cors, harpe, quatre violoncelles)
- Canzonetta « Se mi fusse » (1996), pour dix voix de femme, crotales, cymbales suspendues et tambour
- Aria della gioia (1998), pour soprano, trompette et deux cymbales suspendues
- Trame d’ombre (1998), pour soprano, ténor, chœur et ensemble instrumental
- Oltre la soglia (2001), quatuor à cordes avec voix de femme
- Alla terra (2003), pour mezzo-soprano et instruments
- Die Scheiße (2008), pour voix de femme, flûte en sol, clarinette basse, alto et violoncelle
- Kokin b (2008), pour deux voix de femme, quatre clarinettes, deux percussions, cordes
- …in diesem Meer…: 3 canti per C. A. (2009), pour baryton-basse, flûte, clarinette, clarinette basse, cor, percussion, harpe, violon, alto, violoncelle, contrebasse
- Il rumore del tempo (2011), pour soprano, piano, clarinette, alto et percussions
- Cascando: musica per il radio play di Samuel Beckett (2012), pour voix de femme, clarinette, cor, percussions, piano et violon
- Thanatopsis (W. Cullent Briant) (2015), pour baryton, trois clarinettes basses, basson, cor et contrebasse
- Le arance non cadono dal cielo (2015), pour chœur d’hommes à l’unisson et deux percussionnistes
- Grave (alla memoria di Luigi Pestalozza) (2017), pour soprano et sept instruments
- Il mare azzurro...ritraendosi (2018), pour voix de femme et quatre instruments

#### Voix et orchestre
- Don Chisciotte (1961), pour soprano, petit chœur et orchestre de chambre
- Suite Robespierre (1976), pour voix solistes, voix récitantes, chœur et orchestre
- Dedica (1985-1986), pour flûte, voix de basse et orchestre symphonique (avec ensemble instrumental et chœur hors scène ad libitum)
- Poesie dell’assenza (1990), pour voix d’homme récitante et orchestre
- Finale e aria (1991), pour soprano et orchestre avec un quatuor à cordes
- Il deserto cresce. Tre metafore da Friedrich Nietzsche (1992), pour voix, chœur et orchestre
- Allen (1996), pour lecteur et orchestre de chambre
- Moi, Antonin A. (1997), pour soprano léger, lecteur et orchestre
- O Europa! (1999), pour soprano et orchestre
- Pensiero XX di Giacomo Leopardi (2001), pour lecteur, quatuor à cordes et piano
- Sul passaggio del tempo (2001), pour voix de femme (ou lecteur/lectrice et voix de femme) et orchestre
- Al di qua dell’improvvisa barricata (2004), pour mezzo-soprano, baryton, lecteur et orchestre
- Oscar, Oscar… (2005), pour un ou plusieurs lecteurs (hommes et/ou femmes) et percussions
- Progetto Eliogabalo (2007-2009), pour lecteur et orchestre
- Schuld (2016), pour ténor et orchestre

#### Chœura cappella
- Due sonetti italiani (1961), pour chœur mixte

#### Chœur et instruments
- Uéi preà la biele stele (1987), pour chœur d’hommes à l’unisson et deux (ou une) grosses caisses

#### Chœur et orchestre
- Cinque vicariote (1958), pour chœur mixte et orchestre
- Ombre (alla memoria di Che Guevara) (1968), pour orchestre et voix chorales
- Hölderlin (frammento) (1972), pour chœur et orchestre
- Scene sinfoniche per il Doktor Faustus (1984), avec chœur hors scène
- Studio per il finale del Doktor Faustus per coro e orchestra (1985)
- Weheklag Doctor Fausti (Interludio dal Doktor Faustus)

### Musique électronique et mixte

#### Musique électronique
- Studio Tre (1965), pour bande magnétique
- Musiche per l’Oreste di Vittorio Alfieri (1993), pour bande magnétique

#### Instrument et support électronique
- Percorso C (1975), pour basson et bande magnétique
- Percorso GG (1979), pour clarinette et CD
- Freedom (Omaggio a Jimi Hendrix) (2001), pour violoncelle et sons enregistrés

#### Voix et support électronique
- 6 canti dal Kokin shū (2006), pour voix de femme, processeurs électroniques et clavier midi

#### Instrument, voix (voix seule ou chœur) et support électronique
- Parole da Beckett (1970-1971), pour deux chœurs, trois ensembles instrumentaux et bande magnétique
- Una…voce…chiama… (1994), pour voix de femme, alto, processeurs électroniques et bande magnétique
- Les hommes, la terre, les pierres (1995), pour six exécutants (flûte/piccolo, hautbois/cor anglais, clarinette/clarinette basse, violon, violoncelle, soprano) et bande magnétique
- Musica per Inferno di Dante (1995), pour trombone, live electronics et chœur sur bande magnétique
- Quanta oscura selva trovai (1995), pour trombone, chœur de chambre, bande/CD et processeurs électroniques

### Transcriptions
- Il ballo delle ingrate di Claudio Monteverdi (1968), pour orchestre moderne
- Omaggio a Josquin : trascrizione di « Nymphes des bois… » (Déploration d’Ockeghem) (1985), pour soprano, cor, violon, deux altos et violoncelle

### Musique de film
- Malina (1990), réalisation de Werner Schroeter, avec Isabelle Huppert.

## Discographie
- Triplum, CD, 2014, LIM 07C008 CDE : Frase 2. Anna Maria Morini (flûte), Enzo Porta (violon)
- The Art of Giuseppe Sinopoli: Concerto Recordings, CD, 2012, DGG 4806265 : Masse: Omaggio a Edgar Varèse per pianoforte e orchestra. Giuseppe Sinopoli (chef d’orchestre), Maurizio Pollini (piano)
- Maurizio Pollini 20th Century, CD, 2011, DGG 4779918 : Masse: Omaggio a Edgar Varèse per pianoforte e orchestra. Giuseppe Sinopoli (chef d’orchestre), Maurizio Pollini (piano)
- Milano Musica Festival – Stefano Gervasoni, Giacomo Manzoni, Anton Webern, CD, 2010, STR 33872 : Ode, Sembianti. Orchestra sinfonica nazionale della Rai, Koenigs Lothar (chef d’orchestre)
- The Flute in the 21th Century, CD, 2010, TAC 950601 : 708. Roberto Fabbriciani (flûte)
- Schumannesque, CD, 2010, RTE 025 RTC : Fantasia in duo sull’op. 46 di Schumann. Antonio De Letto Sardi (piano), Orietta Caianiello (piano)
- Giacomo Manzoni – Self portrait, CD, 2008, STR 57009 : Musica notturna, Dieci versi di Emily Dickinson, Scene sinfoniche per il Doktor Faustus, Preludio – « Grave » di W. Cuney – Finale, Percorso GG, Omaggio a Josquin. Orchestre de la Philharmonie nationale de Moldavie, Orchestre de chambre de Moldavie ; Daniel Pacitti, Emilio Pomarico (chefs d’orchestre) ; Lilia Shalomei (soprano)
- La voce contemporanea in Italia, CD, 2007, STR 33769 : Du Dunkelheit. Piacentini Riccardo (piano), Scandaletti Tiziana (piano)
- Campi sonori, CD, 1999, EC 11326 : Du Dunkelheit. Piacentini Riccardo (piano), Scandaletti Tiziana (piano)
- Teatro alla Scala ‒ Musica/Realtà presentano Musica per la Resistenza, CD 3, 1995, LIM 01C005 CDS : Les hommes, la terre, les pierres, enregistré à la Scala de Milan
- Giacomo Manzoni, Scene sinfoniche per il Doktor Faustus, CD, 1995, CRMCD 331442 : Dieci versi di Emily Dickinson, Ode, Scene sinfoniche per il Doktor Faustus. Orchestre et chœur de la Philharmonie nationale de Moldavie ; Daniel Pacitti (chef d’orchestre), Veronica Garstea (chef de chœur)
- Giacomo Manzoni – Musica da camera, CD, 1989, CRMCD 1008 : Klavieralbum 1956, Incipit, Preludio – « Grave » di W. Cuney – Finale, Opus 50 (Daunium), Percorso GG, Omaggio a Josquin, Musica notturna. Echo Ensemble della Civica Scuola di Musica di Milano, Emilio Pomarico (chef d’orchestre)
- Musica nuova a Siena, vinyle, 1987, FDM 0010 : Due sonetti italiani. Coro Polifonico della toscana, R. Gabbiani (chef de chœr)
- Mahler – Symphonie No. 5 / Giacomo Manzoni – Dedica, vinyle, 1986, FDM 0008 : Dedica. Roberto Fabbriciani (flûte), Giancarlo Luccardi (basse), Orchestra sinfonica dell’Emilia-Romagna (A. Toscanini)
- Giacomo Manzoni – Parole Da Beckett / Ode, vinyle, 1983, ITL 70098 : Parole Da Beckett, Ode. Coro da camera della Rai, Orchestra sinfonica e coro di Roma della Rai, Bruno Maderna (chef d’orchestre) ; Orchestra sinfonica di Milano della Rai, Ernest Bour (chef d’orchestre)
- Giacomo Manzoni, Arnold Schoenberg, vinyle, 1982, 2532023 : Masse: Omaggio a Edgar Varèse per pianoforte e orchestra. Giuseppe Sinopoli (chef d’orchestre), Berliner Philharmoniker, Maurizio Pollini (piano)
- Luigi Nono / Giacomo Manzoni, vinyle, 1969, MM-1100 : Musica Notturna, Quadruplum. Complesso del Circolo musicale “A. Toscanini” di Torino, American Brass Quintet